# Herb Kopenhagi
Herb Kopenhagi – Oficjalny symbol stolicy Danii – Kopenhagi.

## Historia
Kopenhaga otrzymała herb w 1661 r. z nadania króla Danii Fryderyka III za bohaterską obronę miasta przed Szwedami w czasie ich najazdu w 1659 r. Herb zaprojektował w 1661 r. Michael von Haven. Został on oficjalnie zatwierdzony w 1938 r. W polu srebrnym (w praktyce białym) przedstawia trzy wieże czerwone z błękitnymi dachami, symbolizujące Kopenhagę. Wyższa od pozostałych wieża środkowa ma bramę otwartą z podniesioną złotą kratą, a w niej postać rycerza w srebrnej zbroi z uniesionym mieczem, na pamiątkę bohaterskiej obrony miasta. Nad bramą złoty inicjał króla Fryderyka III. Pod wieżami błękitne fale symbolizujące nadmorskie położenie miasta. Nad wieżami gwiazda i półksiężyc złote. Motyw herbu znany jest z pieczęci z XIII w.